# Lotta Andersson (Badminton)
Lotta Andersson (* um 1972) ist eine schwedische Badmintonspielerin. 

## Karriere
Lotta Andersson wurde 1989 erstmals Juniorenmeisterin in Schweden. Bei den Junioren-Europameisterschaften 1991 belegte sie Rang drei im Damendoppel. 1994 siegte sie bei den La Chaux-de-Fonds International und dem Victor Cup, 1998 bei den Peru International.

## Sportliche Erfolge
| Saison    | Veranstaltung                     | Disziplin   | Platz | Name                                                |
| --------- | --------------------------------- | ----------- | ----- | --------------------------------------------------- |
| 1988/1989 | Schweden: Einzelmeisterschaft U17 | Dameneinzel | 1     | Lotta Andersson (Mariestads AIF)                    |
| 1991      | Junioren-Europameisterschaft      | Damendoppel | 3     | Karolina Ericsson / Lotta Andersson                 |
| 1992/1993 | Schweden: Einzelmeisterschaft U22 | Damendoppel | 1     | Lotta Andersson / Karolina Ericsson (MBK / BK Aura) |
| 1993/1994 | Schweden: Einzelmeisterschaft U22 | Damendoppel | 1     | Lotta Andersson / Karolina Ericsson (MBK / BK Aura) |
| 1998      | Peru International                | Dameneinzel | 1     | Lotta Andersson                                     |